# Pajajärvi
Pajajärvi är en sjö i kommunen Sulkava i landskapet Södra Savolax i Finland. Sjön ligger 87,4 meter över havet. Arean är 73 hektar och strandlinjen är 7,08 kilometer lång. Sjön  ingår i Vuoksens huvudavrinningsområde.   Den ligger omkring 48 kilometer öster om S:t Michel och omkring 240 kilometer nordöst om Helsingfors. 